# Tucker Carlson
Tucker Swanson McNear Carlson (San Francisco, 16 mei 1969) is een Amerikaans conservatief politiek commentator, verslaggever en columnist. Hij was van 2016 tot 2023 presentator van het politieke praatprogramma Tucker Carlson Tonight op de Amerikaanse zender FOX News.

## Levensloop

### Carrière
Carlson begon zijn carrière bij de nieuwszender CNN in 2000 als medepresentator van het programma Crossfire. Daarna begon hij als presentator van zijn eigen programma Tucker op zender MSNBC van 2005 tot 2008. Hij was politiek analist bij FOX News vanaf 2009. Een jaar later startte hij als hoofdredacteur voor de website The Daily Caller.
Vanaf eind 2016 presenteert hij het politieke praatprogramma Tucker Carlson Tonight. De eerste aflevering werd door 3,7 miljoen kijkers bekeken. De laatste editie van het programma werd uitgezonden op vrijdag 21 april 2023.
Op 24 april 2023 verklaarde FOX News dat zij en Carlson overeengekomen waren per direct uit elkaar te gaan. Dat gebeurde na een rechtszaak over beweringen in Carlsons programma dat de stemmentelmachines tijdens de Amerikaanse presidentsverkiezingen 2020 ondeugdelijk zouden zijn geweest. De machines zouden volgens die aantijgingen zijn misbruikt om de uitslagen in het nadeel van Donald Trump te laten uitvallen. FOX News schikte voor meer dan zevenhonderd miljoen dollar met de stemmachineleverancier.
In juni 2023 zette Carlson de eerste aflevering van Tucker on Twitter online op de sociaalnetwerksite Twitter, nadat hij een paar weken eerder zijn comeback had aangekondigd.

### Opmerkelijke interviews
Op 6 februari 2024 was hij de eerste westerse journalist die sinds de Russische inval in Oekraïne een interview had met Vladimir Poetin. Journalisten stelden vast dat het lange interview vooral een historisch narratief bracht om te betogen dat Oekraïne bij Rusland hoorde, maar ook de boodschap aan de VS stuurde dat onderhandelen beter zou zijn dan doorgaan met militaire steun. Tevens werd gewezen op de zeldzaamheid van een westers interview met Poetin. Nog voor het interview werd uitgezonden, noemde Hillary Clinton Carlson een "nuttige idioot". De westerse pers reageerde over het algemeen negatief op Carlsons initiatief. Carlson verdedigde zich in een interview op 12 februari 2024, de eerste dag van de World Government Summit in Dubai.
Begin juli 2025 interviewde Carlson de Iraanse president Masoud Pezeshkian. Deze gaf toe dat de Iraanse nucleaire faciliteiten ‘ernstig beschadigd’ waren na de Amerikaanse bombardementen van 21 juni, en technici twee weken later nog niet in staat waren de omvang van de schade te beoordelen.

### Privé
Carlson is getrouwd sinds 1991 en heeft vier kinderen.